# مقاطعة ملكشاهي
مقاطعة ملكشاهي (بالفارسية: شهرستان ملکشاهی) هي إحدى مقاطعات محافظة إيلام في إيران. عاصمة المقاطعة هي اركواز. انفصلت عن مقاطعة مهران عام 2008. حسب تعداد 2006، بلغ عدد السكان 31,393 نسمة في 5,722 عائلة.